# 朴炳錫
朴 炳錫（パク・ピョンソク、1952年1月25日 - ）は、大韓民国のジャーナリスト、政治家。第16・17・18・19・20・21代国会議員で、第21代国会前半国会議長。第21代国会議員の中で唯一6選しており最多選議員である。
本貫は高霊朴氏。薬剤師で元大田広域市東区庁長の朴炳浩は兄。

## 来歴
1952年に忠清南道大田市（現、大田広域市）に生まれた。成均館大学校法学部、国立政治大学中国経済学部、漢陽大学校言論情報大学院卒業。1985年に中央日報に入社し、経済部記者、香港特派記者、編集局長などを務めた。また、国会議員の傍らにも韓南大学校、大田大学校大学院客員教授、ハンバッ大学校中国語科兼任教授、牧園大学校社会科学大学行政学科特任教授などを歴任した。
1998年の金大中政権発足後に、新政治国民会議の副報道官に就任し、政界入りした。2000年4月に行われた、第16代総選挙で、新千年民主党候補として大田広域市西区甲から出馬し、現職候補の李元範を破って当選する。2003年には新千年民主党を離党し、新盧武鉉派により新たに結党されたウリ党に入党した。
2004年4月に行われた、第17代総選挙でウリ党から出馬し再選する。2006年の第17代後半国会の政務委員会委員長に選出された。
2008年4月に行われた、第18代総選挙で民主党から出馬し当選。大田広域市で唯一の民主党議員となった。同年7月に民主党政策委員会委員長に就任した。
2012年4月に行われた、第19代総選挙で民主統合党から出馬し当選した。その後、19代前半国会の副議長に選出された。
2016年4月に行われた、第20代総選挙で共に民主党から出馬し当選した。2018年に第20代後半国会の議長に立候補するが、文喜相に20票差で敗れた。
2020年4月に行われた、第21代総選挙で共に民主党から出馬し当選した。第21代国会議員で唯一の6選議員となった。同年6月5日に第21代前半国会の議長に選出された。
2022年5月29日に国会議長を退任した。5月26日の退任記者会見でファンダム政治や帝王的大統領制を批判し、大統領の権力分散と多党制を盛り込んだ憲法改正が必要だと呼びかけた。翌30日に共に民主党に復党した。